# Carlo Marzorati
Carlo Marzorati (1898) è stato un calciatore italiano, di ruolo mediano.

## Carriera
Ha esordito giovanissimo nel 1914 in Prima Categoria nel centrocampo del Como, nel dopoguerra ha disputato altre cinque stagioni con la maglia dei lariani. Disputa a Busto Arsizio con la Pro Patria la stagione 1925-26.